# Стентон (округ Данн, Вісконсин)
Стентон (англ. Stanton) — місто (англ. town) в США, в окрузі Данн штату Вісконсин. Населення — 758 осіб (2020).

## Демографія
Згідно з переписом 2010 року, у місті мешкала 791 особа в 299 домогосподарствах у складі 226 родин. Було 327 помешкань
Расовий склад населення:
| - 97,9 % — білих - 1,1 % — корінних американців |

До двох чи більше рас належало 0,6 %. Частка іспаномовних становила 1,0 % від усіх жителів.
За віковим діапазоном населення розподілялося таким чином: 23,6 % — особи молодші 18 років, 63,9 % — особи у віці 18—64 років, 12,5 % — особи у віці 65 років та старші. Медіана віку мешканця становила 41,7 року. На 100 осіб жіночої статі у місті припадало 109,8 чоловіків;  на 100 жінок у віці від 18 років та старших — 114,9 чоловіків також старших 18 років.
Середній дохід на одне домашнє господарство  становив 74 507 доларів США (медіана — 62 500), а середній дохід на одну сім'ю — 79 333 долари (медіана — 68 250). Медіана доходів становила 48 375 доларів для чоловіків та 33 750 доларів для жінок. За межею бідності перебувало 4,8 % осіб, у тому числі 3,0 % дітей у віці до 18 років та 14,6 % осіб у віці 65 років та старших.
Цивільне працевлаштоване населення становило 388 осіб. Основні галузі зайнятості: виробництво — 31,2 %, освіта, охорона здоров'я та соціальна допомога — 21,9 %, будівництво — 10,3 %, транспорт — 7,2 %.